# Sanna Marin
Sanna Mirella Marin (finskt uttal: [ˈsɑnːɑ ˈmirelːɑ ˈmɑriːn]), född 16 november 1985 i Helsingfors, är en finländsk före detta socialdemokratisk politiker. Hon var Finlands statsminister mellan den 10 december 2019 och 20 juni 2023. Vid 34 års ålder blev Marin världens näst yngsta tjänstgörande statsledare, den yngsta kvinnliga regeringschefen och Finlands yngsta statsminister någonsin.
Marin lämnade politiken och avgick som partiledare för SDP vid partikongressen 1 september 2023. Hon efterträddes på posten av partiets gruppledare Antti Lindtman.

## Biografi

### Bakgrund
Sanna Marin föddes i Helsingfors och tillbringade barndom och ungdom i Birkala utanför Tammerfors. Hon växte upp med sin mor och dennas kvinnliga partner.
Marin tog 2004 studenten vid gymnasiet Pirkkalan yhteislukio i Birkala och avlade 2017 förvaltningsmagisterexamen vid Tammerfors universitet. Marins pro gradu-avhandling Pormestarien Suomi undersökte professionaliseringen av den politiska ledningen i fem finländska städer.
Till utbildningen är hon politices magister i offentlig förvaltning.

### Politisk karriär

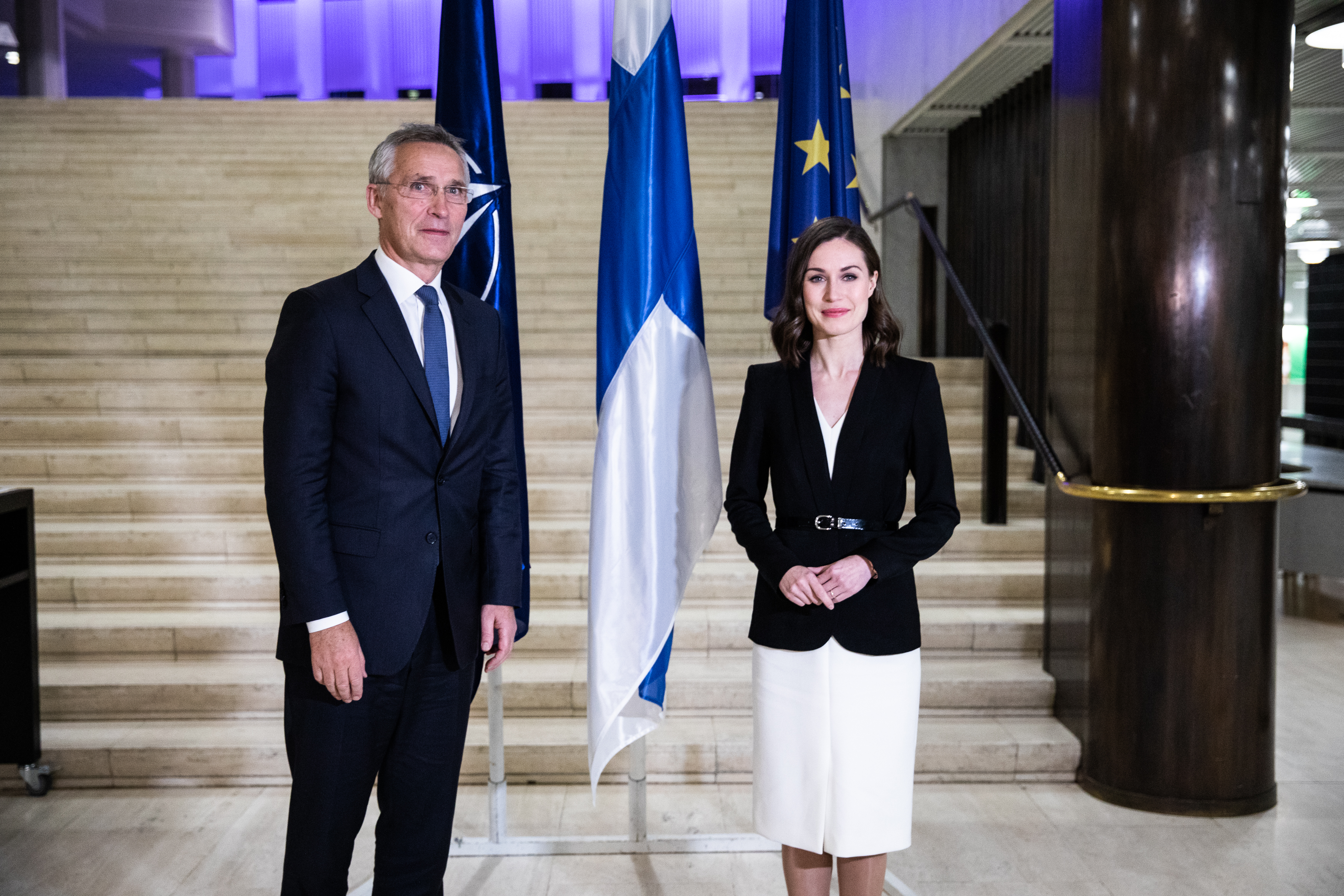
Marin med Natos generalsekreterare Jens Stoltenberg i Helsingfors, Finland den 25 oktober 2021

Marin har verkat aktivt inom politiken sedan 2006. Hon började sin politiska karriär i Tammerfors och var ordförande för stadsfullmäktige 2013–2017. 2014 blev Marin andra vice ordförande för Finlands socialdemokratiska parti och 2017 första vice ordförande. Mellan den 23 augusti 2020 och 1 september 2023 var hon partiordförande.

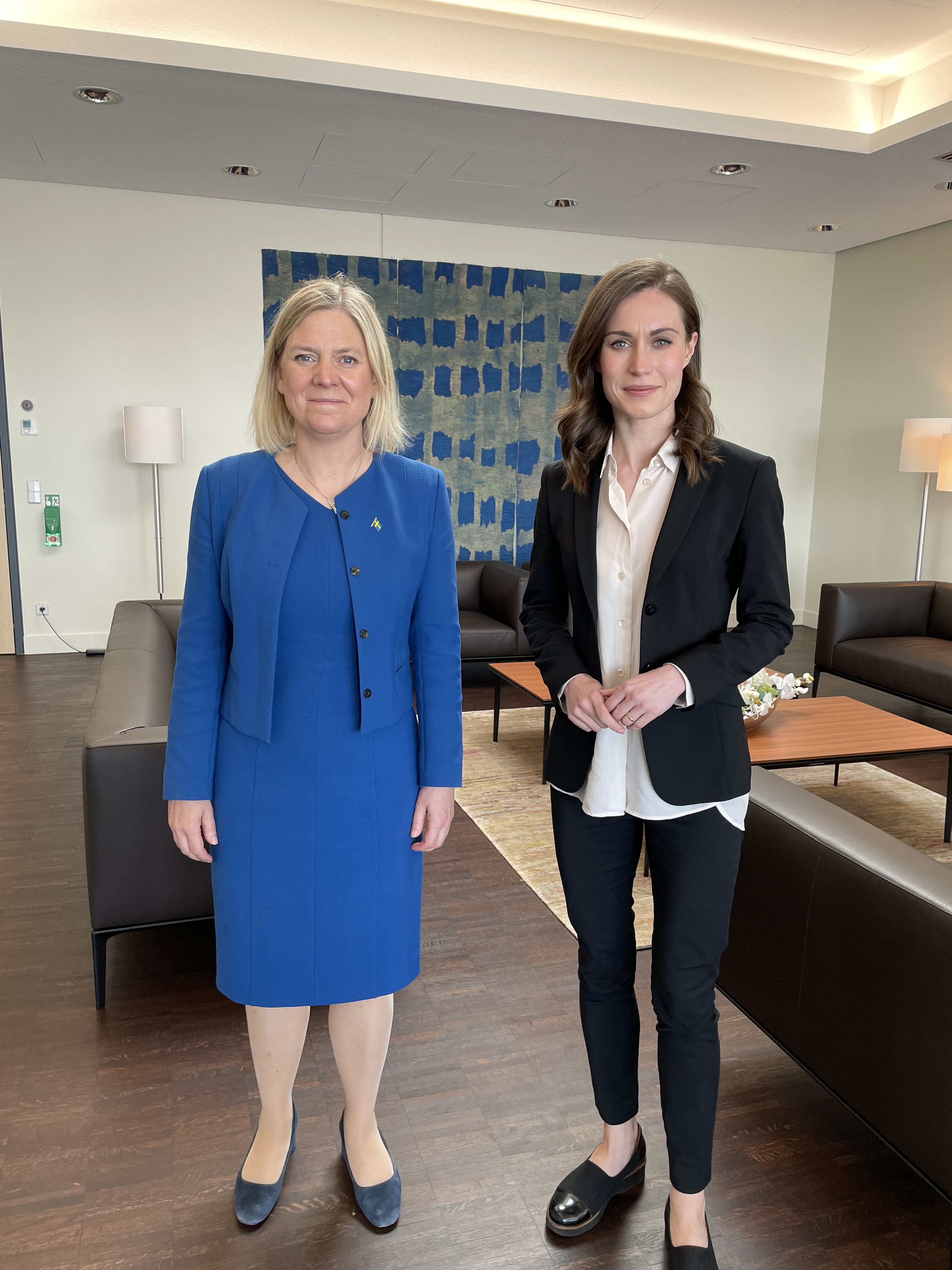
Finlands statsminister Sanna Marin med Sveriges statsminister Magdalena Andersson i Berlin Tyskland den 3 maj 2022

Marin blev invald i Tammerfors stadsfullmäktige för första gången i kommunalvalet 2012, med 826 röster. Följande år valdes hon till stadsfullmäktiges ordförande, på ett mandat fram till 2017. Marin förnyade sitt mandat i kommunalvalet 2017 och blev Tammerfors röstmagnet med 5 783 personliga röster.
Marin kandiderade för första gången i riksdagsvalet 2015 och blev invald med 10 911 röster. Under sin första mandatperiod satt hon i flera olika utskott i riksdagen, och under sin riksdagstid har hon varit medlem i stora utskottet, lagutskottet och miljöutskottet. I riksdagsvalet 2019 återvaldes Marin med 19 088 röster och som röstmagnet i sin valkrets.
Efter valet 2019 valdes Marin till regeringen Rinne som trafik- och kommunikationsminister. Hon innehade posten tills Rinne lämnade in sin avskedsansökan. I början av december 2019 valdes Marin till SDP:s statsministerkandidat. Hennes motkandidat var Antti Lindtman.

#### Regeringen Marin
Regeringen Marin tillträdde den 10 december 2019. Marin var den tredje kvinnliga regeringschefen i Finlands historia, liksom den yngsta statsministern. Hon var vid tillfället världens yngsta regeringschef. Alla de fem partierna som bildade Marins regeringsunderlag hade vid tillfället kvinnliga partiledare, med en för toppolitiker låg medelålder.
Under den globala Coronaviruspandemin 2019–2021 utlyste Marins regering undantagstillstånd i Finland för att lindra epidemin.
20 juni 2023 valdes Petteri Orpo till Marins efterterädare som statsminister. Han tillträdde efter att hans Samlingspartiet tidigare på året vunnit riksdagsvalet i Finland, i ett val där både Samlingspartiet och Sannfinländarna nådde fler röster än Marins SDP.

#### Politiska åsikter
Marin anses representera den mer vänsterinriktade sidan av SDP.
Enligt valkompasserna 2015 och 2019 var Marin då emot att Finland skulle bli medlem av Nato. Hon argumenterade för Finlands militära neutralitet och sade att den självständiga och trovärdiga försvarsmakten är Finlands bästa alternativ. År 2022, efter Rysslands invasion av Ukraina, ändrade Marin inställning. Finland ansökte tillsammans med Sverige om medlemskap i Nato, och Finland antogs som medlem i organisationen 4 april 2023.
År 2017 argumenterade Marin för att legalisera eutanasin i Finland, då riksdagen behandlade ett medborgarinitiativ i ämnet.

### Privatliv

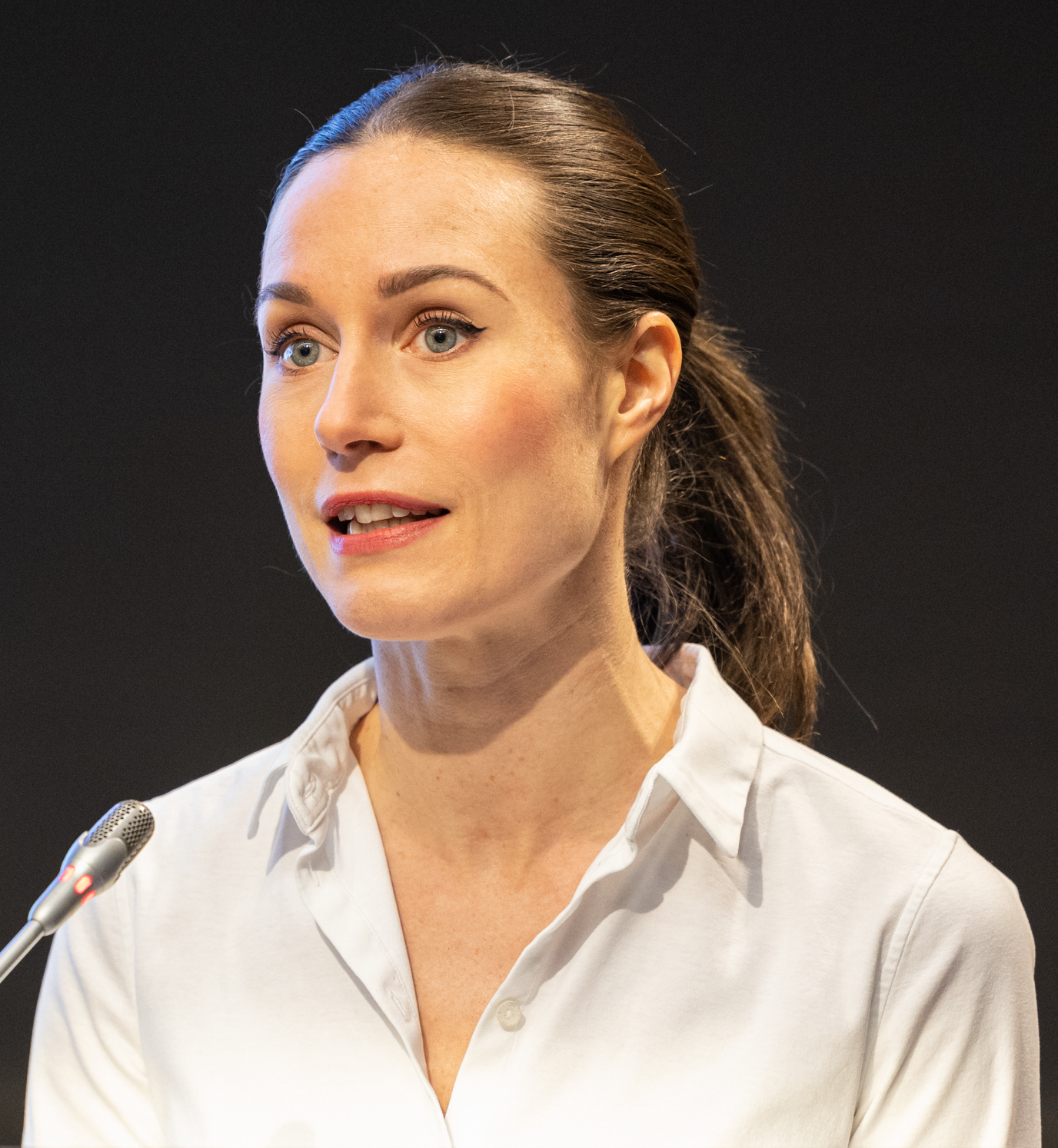
Sanna Marin i mars 2023

Marin bor i Tammerfors med sin make entreprenören Markus Räikkönen och deras gemensamma dotter, född i januari 2018. Paret hade varit tillsammans i 16 år när de gifte sig i statsministerns tjänstebostad Villa Bjälbo den 1 augusti 2020. I maj 2023 ansökte de om skilsmässa.
Marin är vegetarian. Hon är döpt och var som ung aktiv i kyrklig ungdomsverksamhet.
Sanna Marin var 34 år när hon 2019 blev statsminister, och var då världens yngsta regeringschef. Som ung kvinna med en självsäker stil, och en lika självsäker närvaro på sociala medier, har hon fått mycket uppmärksamhet i internationella medier. New York Times har kallat henne för en ”political rock star” – en politisk rockstjärna.

## Utmärkelser
Den 23 november 2020 valdes Marin till BBC:s lista över de 100 mest inspirerande och inflytelserika kvinnorna i världen.  Den 9 december 2020 fick hon placering 85 på Forbes lista på världens 100 mäktigaste kvinnor, tillsammans med statsministrarna för Norge och Danmark. Under 2020 utnämndes hon även till Young Global Leader av World Economic Forum. 
Den 17 februari 2021 var Marin med på Times lista över hundra ledare som väntas påverka samhället i framtiden. Marin prydde också omslagsbilden på en av upplagorna.
2023 utnämndes Marin till hedersdoktor vid New York University.

### Ordensinnehav
- Finland: Storkorset av Finlands Vita Ros’ orden (2022)[41]
- Sverige: Kommendör med stora korset av Nordstjärneorden (KmstkNO) (22 oktober 2024)[42]